# Нино (испанский футболист)
Хуа́н Франси́ско Марти́нес Моде́сто (исп. Juan Francisco Martínez Modesto; род. 10 июня 1980, Вера, Альмерия, Испания), более известный как Нино (исп. Nino) — испанский футболист, нападающий.

## Карьера
Первый матч в своей профессиональной карьере Нино сыграл за «Эльче» в сезоне 1998/99. Команда в 1999 заняла третье место в Сегунде B, и в сезоне 1999/00 Нино дебютировал уже во втором по рангу испанском дивизионе. В 16 матчах Сегунды 1999/00 Нино забил 2 гола — так началось его превращение в одного из ключевых игроков команды из провинции Аликанте.
В сезоне 2004/05 Нино забил 20 мячей в чемпионате, а летом 2006 года перешёл в «Леванте», и сезон 2006/07 провёл в испанской Примере. Однако, дебют в элитном дивизионе нападающему не удался: в 19 проведенных матчах он отличился лишь однажды, а его команда по итогам сезона покинула лигу.
Нино оказался в аренде в «Тенерифе», где с 18 голами стал вторым бомбардиром Сегунды. По окончании сезона 2007/08 островная команда заключила с форвардом контракт на 3 года.
По итогам сезона 2008/09 Нино забил 29 голов, что позволило ему подняться на верхнюю строчку бомбардирского списка Сегунды. Успешным стал сезон и для его команды: «Тенерифе» завоевал путёвку в Примеру.
В сезоне 2009/10 Нино стал лучшим бомбардиром «Тенерифе» (14 мячей в 38 проведённых матчах). Лучшей его игрой в сезоне можно назвать встречу с «Хетафе», в которой форвард сделал хет-трик, обеспечив тем самым победу своей команде со счётом 3:2. Тем не менее, по итогам сезона «Тенерифе» покинул высший дивизион испанского футбола.

## Достижения
- Обладатель Трофея Пичичи Сегунды 2008/09
- Обладатель Трофея Зарры Сегунды 2008/09